# Богдановський Костянтин Вікторович
Костянтин Вікторович Богдановський (рос. Константин Викторович Богдановский; 9 травня 1983, м. Ленінград, СРСР) — російський хокеїст, центральний нападник. Виступає за «Автомобіліст» (Єкатеринбург) у Континентальній хокейній лізі.  
Вихованець хокейної школи СКА (Санкт-Петербург). Виступав за СКА (Санкт-Петербург), «Спартак» (Санкт-Петербург), «Динамо» (Мінськ), ХК «Дмитров», ХК «Гомель», «Торос» (Нефтекамськ), «Сибір» (Новосибірськ).